# Seznam představitelů československých a českých prezidentů ve filmech a seriálech
Toto je seznam hereckých představitelů československých a českých prezidentů.

## Reální
Tomáš Garrigue Masaryk
- Mikuláš Huba – Zhasnuté slnko (1967)
- Gustav Opočenský – seriál Gottwald (1986)
- Zdeněk Řehoř – Reverend (1989)
- Svatopluk Beneš – Člověk proti zkáze (1990)
- Jan Kratochvíl – Hrobové se otvírají (2002)
- Martin Huba – seriál České století (2013), Hovory s TGM (2018)
- Karel Roden – Zločin v Polné (2016)
- Jiří Ornest – Masaryk (2016)
- Karel Hábl – Anatomie zrady (2020)

Edvard Beneš
- Jiří Pleskot – Jak to bylo v Únoru (1972), Dny zrady (1973), Sokolovo (1974), Brána k domovu (1975), Vítězný lid (1977), Poéma o svedomí (1978), seriál Povstalecká história (1984), seriál Roky prelomu (1989)
- Ladislav Lakomý – seriál Gottwald (1986)
- Robert Jašków – Smrt ministra (2010)
- Martin Finger – seriál České století (2013)
- Jan Novotný – seriál České století (2013)
- Oldřich Kaiser – Masaryk (2016)
- Jaroslav Plesl – Rašín (2018)
- Jaroslav Kubera – Toman (2018)
- Viktor Preiss – Anatomie zrady (2020)

Emil Hácha
- Rudolf Hrušínský – Noc rozhodnutí (1993)
- Jiří Čapka – seriál Bohéma (2017)
- Vernon Dobtcheff – Smrtihlav (2017)
- Milan Kňažko – Anatomie zrady (2020)

Klement Gottwald
- Miroslav Mráz – Zocelení (1950)
- Jiří Dohnal – Výstraha (1953), Tanková brigáda (1955)
- Bohumil Pastorek – Jak to bylo v Únoru (1972), Dny zrady (1973), Sokolovo (1974), Osvobození Prahy (1976), seriál Komunisté (1976), Vojáci svobody (1977), Přitažlivost země (1978)
- Miroslav Zounar – Dvacátý devátý (1974), Poéma o svedomí (1978), seriál Povstalecká história (1984)
- Juraj Slezáček – Rok v Bystrici (1976)
- Július Pántik – Vítězný lid (1977)
- Daniel Dítě – Zrelá mladosť (1983)
- Jiří Štěpnička – seriál Gottwald (1986)
- Karel Semerád – seriál Roky prelomu (1989)
- Martin Zahálka – Smrt ministra (2010)
- Jiří Vyorálek – seriál České století (2013), Milada (2017)
- Aleš Procházka – Toman (2018)

Antonín Zápotocký
- Ladislav Zápotocký – Zocelení (1950)
- Adolf Filip – Vítězný lid (1977), Dlouhý čas naděje (1984), seriál Gottwald (1986), seriál Roky prelomu (1989)
- Jaromír Dulava – seriál České století (2013), Zlatý podraz (2018)
- Ladislav Kolář – Šarlatán (2020)

Antonín Novotný
- Zdeněk Bureš – seriál České století (2013)

Ludvík Svoboda
- Ladislav Chudík – Sokolovo (1974), Brána k domovu (1975), seriál Komunisté (1976), Osvobození Prahy (1976), Vojáci svobody (1977), seriál Povstalecká história (1984), seriál Roky prelomu (1989)
- Miklós Benedek – Vojáci svobody (1977)
- Gustav Heverle – Vítězný lid (1977)
- Hugh Morton – Invaze (1980)
- Dalimil Klapka – seriál Gottwald (1986)
- Emil Horváth – seriál České století (2014)
- Vladimír Hrabal – Dubček (2018)
- Alois Švehlík – Muž, který stál v cestě (2023)

Gustáv Husák
- Ivan Mistrík – seriál Komunisté (1976), Vojáci svobody (1977)
- Michal Dočolomanský – Vítězný lid (1977), Poéma o svedomí (1978), seriál Povstalecká história (1984), seriál Gottwald (1986), seriál Roky prelomu (1989)
- Terence Soall – Invaze (1980)
- Vladimír Jedľovský – Balada o doktorovi Husákovi (1995)
- Ján Gallovič – Smrt ministra (2010)
- Ján Greššo – seriál České století (2014)
- Stano Král – Dubček (2018)
- Adrian Jastraban – Muž, který stál v cestě (2023)

Václav Havel
- Marek Daniel – seriál České století (2014), Prezident Blaník (2018)
- Viktor Dvořák – Pražské orgie (2019), Havel (2020)

Václav Klaus
- Jaroslav Plesl – seriál České století (2014)

## Fiktivní
- Václav Wolf – Jan Kraus, seriál Atentát (2015)
- Kateřina Čechová – Aňa Geislerová, Prezidentka (2022)
- Alena Kováčová (Alena Kovac) – Nina Hossová, seriál Jack Ryan, 3. řada (2022)
- Viktor Toman – Miroslav Donutil, minisérie Moloch (2025)